# Crasna, Covasna
Crasna (maghiară Bodzakraszna) este un sat în comuna Sita Buzăului din județul Covasna, Transilvania, România. Se află în partea de sud a județului, în Depresiunea Întorsura Buzăului, pe malul drept al Buzăului.
S-au descoperite pe valea superioară a rîului Buzău, în apropiere de Crasna, circa 20 bare de aur cu inscripții latine, în  anul 1887, cu prilejul curățirii drumului. Se păstrează la: Magyar Nemzeti Museum, Törtenete Museum, Budapesta; Kunsthistorisches Museum, Bundessammlung von Münzen, Medaillen und Geldzeichen, Viena; British Museum, Department of Coins and Medals, Londra; Bibliothèque Nationale, Paris si în colecții particulare străine. Greutatea barelor păstrate întregi variază între 331 si 520 g Oct. Iliescu, luînd în considerare faptul că lingourile de la Crasna sînt asemănătoare cu cele de la Feldioara  și că au fost confecționate către sfîrșitul anului 378 și noiembrie 380, perioadă care coincide cu retragerea vizigoților în imperiu, pune îngroparea lor pe seama populației autohtone .